# Planinska vas, Trbovlje
Planinska vas este o localitate din comuna Trbovlje, Slovenia, cu o populație de 62 de locuitori.